# Polly Matzinger
Polly Celine Eveline Matzinger, née le 21 juillet 1947 à La Seyne-sur-Mer (France), est une biologiste américaine iconoclaste dont les travaux ont contribué, depuis la fin des années 1990, à une nouvelle approche du déterminisme du système immunitaire baptisée « modèle du danger ». En remettant en cause le postulat selon lequel la reconnaissance du « non-soi » est au fondement de la réponse immunitaire, les théories de Matzinger, appuyées par des preuves expérimentales, ont déclenché autant l'enthousiasme que les controverses dans la communauté scientifique.

## Distinctions
2003 : docteur honoris causa de l'université de Hasselt